# Leuctra sanainica
Leuctra sanainica is een steenvlieg uit de familie naaldsteenvliegen (Leuctridae). De wetenschappelijke naam van de soort is voor het eerst geldig gepubliceerd in 1960 door Zhiltzova.